# Régiment islamique des forces spéciales
Le régiment islamique des forces spéciales (russe : Исламский полк особого назначения ; abrégé SPIR), également connu sous le nom de régiment islamique des forces spéciales al-Jihad-Fi-Sabililah, est une organisation tchétchène formée par le seigneur de guerre tchétchène Arbi Baraïev en 1996. La faction est considérée comme l'un des principaux groupes opérants les prises d'otages, les enlèvements et la contrebande de pétrole opérant en Tchétchénie pendant la période anarchique de l'entre-deux-guerres qui suivra la première guerre tchétchène (1994-1996) avec la Russie. Il est surtout connu pour son rôle dans la crise des otages du théâtre de Moscou en octobre 2002, lorsque le groupe a pris quelque 800 otages dans la capitale russe ; à ce moment-là, SPIR est dirigé par Movsar Baraïev — le neveu d'Arbi (tué en 2001) — et n'a probablement jamais eu plus de 100 combattants sous ses ordres à un moment donné. Les sanctions du conseil de sécurité de l'ONU documentent les liens présumés et l'assistance d'al-Qaïda, des talibans et d'Oussama ben Laden.
Au cours de la crise des otages du théâtre de Moscou, Movsar Baraïev et une quarantaine d'hommes et de femmes dirigés par lui (surnommé la 29e division suicide) qui comprend également des membres de deux autres groupes rebelles tchétchènes, réunis par Chamil Bassaïev, sont tués lors d'un raid par des forces spéciales russes forces des unités Alfa et Vympel après avoir été frappé par une attaque chimique, tuant également au moins 129 de leurs otages. Les combattants du SPIR sous Younadi Tourchaïev, devenu député de Dokou Oumarov, participent également au raid à grande échelle sur le centre de Grozny en 2004, au cours duquel plus de 100 combattants et civils sont tués.
En 2004, le département d'État américain inclut le régiment sur les organisations considérées comme terroristes par le département d'État des États-Unis en vertu de la USA PATRIOT Act.
En 2006 (alors que le SPIR compte au moins sept commandants depuis sa création), il aurait continué à mener des opérations de guérilla limitées en Tchétchénie sous la direction de l'homme connu uniquement sous le nom d'Amir Aslan, suivi par Amirs Rashid et Abdul-Malik. Le 4 juin 2008, le site Internet Alkavkaz rapporte qu'Abdul-Malik et trois de ses camarades ont été tués lors d'une escarmouche dans une forêt près de Grozny.